# Nippon Sharyō Seizō
Nippon Sharyō Seizō K.K., meist nur Nippon Sharyo oder kurz Nissha genannt (japanisch 日本車輌製造株式会社, deutsch „Japanische Eisenbahnwagenfabrik“, englisch Nippon Sharyo, Ltd.) ist ein japanischens Maschinen- und Stahlbauunternehmen mit Sitz in Nagoya (Aichi). Es wurde 1896 gegründet und zählt zu den bedeutendsten Schienenfahrzeugherstellern des Landes. Das börsennotierte Unternehmen besitzt drei Produktionsstätten in Japan mit insgesamt rund 2200 Mitarbeitern (Stand 31. März 2024), die einen Umsatz von etwa 94 Mrd. Yen (Stand 2022) erwirtschaften. Seit 2008 ist Nissha eine Tochtergesellschaft der Central Japan Railway Company.

## Geschichte
Die Gründung von Nissha erfolgte im Jahre 1896. In den folgenden Jahren profitierte das Unternehmen vom Ausbau des Schienennetzes in Japan und der damit verbundenen hohen Nachfrage nach Lokomotiven sowie Personen- und Güterwagen. 1938 wurde ein neues Werk in Narumi eröffnet, um die Produktionskapazitäten zu erweitern. Während des Zweiten Weltkrieges setzte das Unternehmen Kriegsgefangene in der Produktion und Reparatur von Schienenfahrzeugen ein.
Im Jahr 1949 wurde Nissha erstmals an den Börsen in Tokio, Osaka und Nagoya notiert. In den folgenden Jahrzehnten expandierte das Unternehmen kontinuierlich und erweiterte zudem sein Produktionsprogramm. So begann Nippon Sharyō 1959 mit der Herstellung von Baumaschinen und 1961 kam die Stahlbausparte hinzu. Die Eröffnung des Toyokawa-Werks im Jahr 1964 markierte einen weiteren wichtigen Schritt in der Unternehmensgeschichte. Das Wachstum setzte sich fort mit der Inbetriebnahme des Otone-Werks im Jahr 1970 und des Kinuura-Werks im Jahr 1975.
1978 begann das Unternehmen mit der Produktion von Schürfraupen. So entwickelten die Ingenieure auf Grundlage einer Lizenzvereinbarung mit Menck & Hambrock die SR2000, eine Schürfraupe mit 10 Kubikmeter Kübelvolumen und 315 PS Leistung. Von dieser Schürfraupe wurden zusammen mit dem Nachfolgemodell SR2001 bis zur Produktionseinstellung rund 3000 Stück gefertigt.
Im Jahr 2005 erfolgte die Schließung des Otone-Werks und 2008 wurde die Central Japan Railway Company der größte Anteilseigner und machte Nissha in der Folge zur Tochtergesellschaft.
2012 eröffnete das Unternehmen ein Werk in Rochelle, Illinois. Aufgrund mangelnder Aufträge musste diese Produktionsstätte 2018 jedoch wieder geschlossen werden.

## Geschäftsbereiche

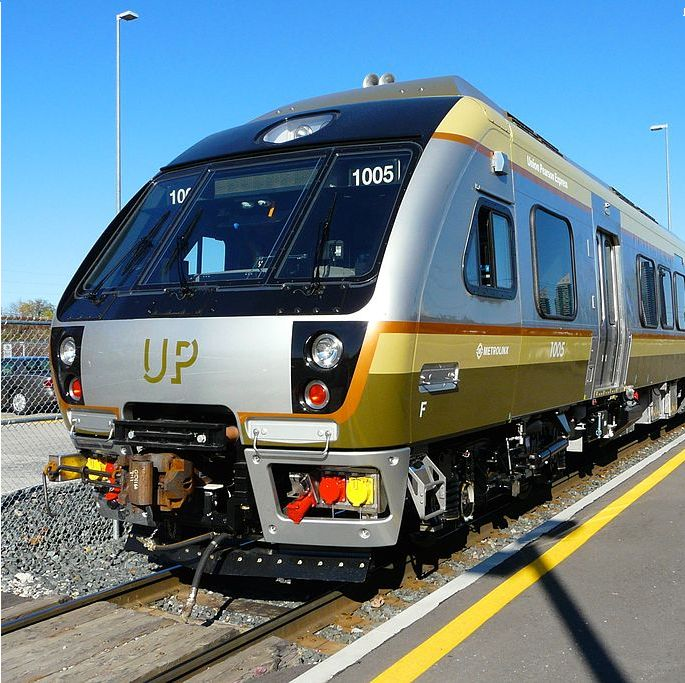
Nippon Sharyo erwirtschaftet etwa die Hälfte seines Umsatzes mit der Herstellung von Schienenfahrzeugen.

Es gibt vier Geschäftsbereiche im Unternehmen. Der größte Geschäftsbereich mit rund 50 % des Gesamtumsatzes umfasst die Entwicklung und Herstellung von Schienenfahrzeugen für Kunden im In- und Ausland. Dazu gehören neben dem Hochgeschwindigkeitszug Shinkansen auch verschiedene Typen von Triebwagen für den Nah- und Fernverkehr sowie Straßenbahnen. Der zweitgrößte Geschäftsbereich mit etwa 22 % des Gesamtumsatzes konzentriert sich auf die Herstellung von Baumaschinen. Angeboten werden Bohr- und Rammgeräte in unterschiedlichen Größen- und Leistungsklassen für den Spezialtiefbau sowie Raupenkräne. Im dritten Bereich Transporttechnik und Stahlbau fertigt Nissha unter anderem Tankwagen, Fahrerlose Transportfahrzeuge, Schwerlast-Transporter, Kesselwagen sowie Straßen- und Eisenbahnbrücken. In diesem Geschäftsbereich werden rund 15 % des Gesamtumsatzes erwirtschaftet. Der Anlagenbau bildet mit etwa 13 % des Gesamtumsatzes den vierten Geschäftsbereich und umfasst die Produktion von Anlagen zur Wartung von Schienenfahrzeugen, zur Verarbeitung von Getreide und für die Herstellung von Papier.

## Produktionsstätten

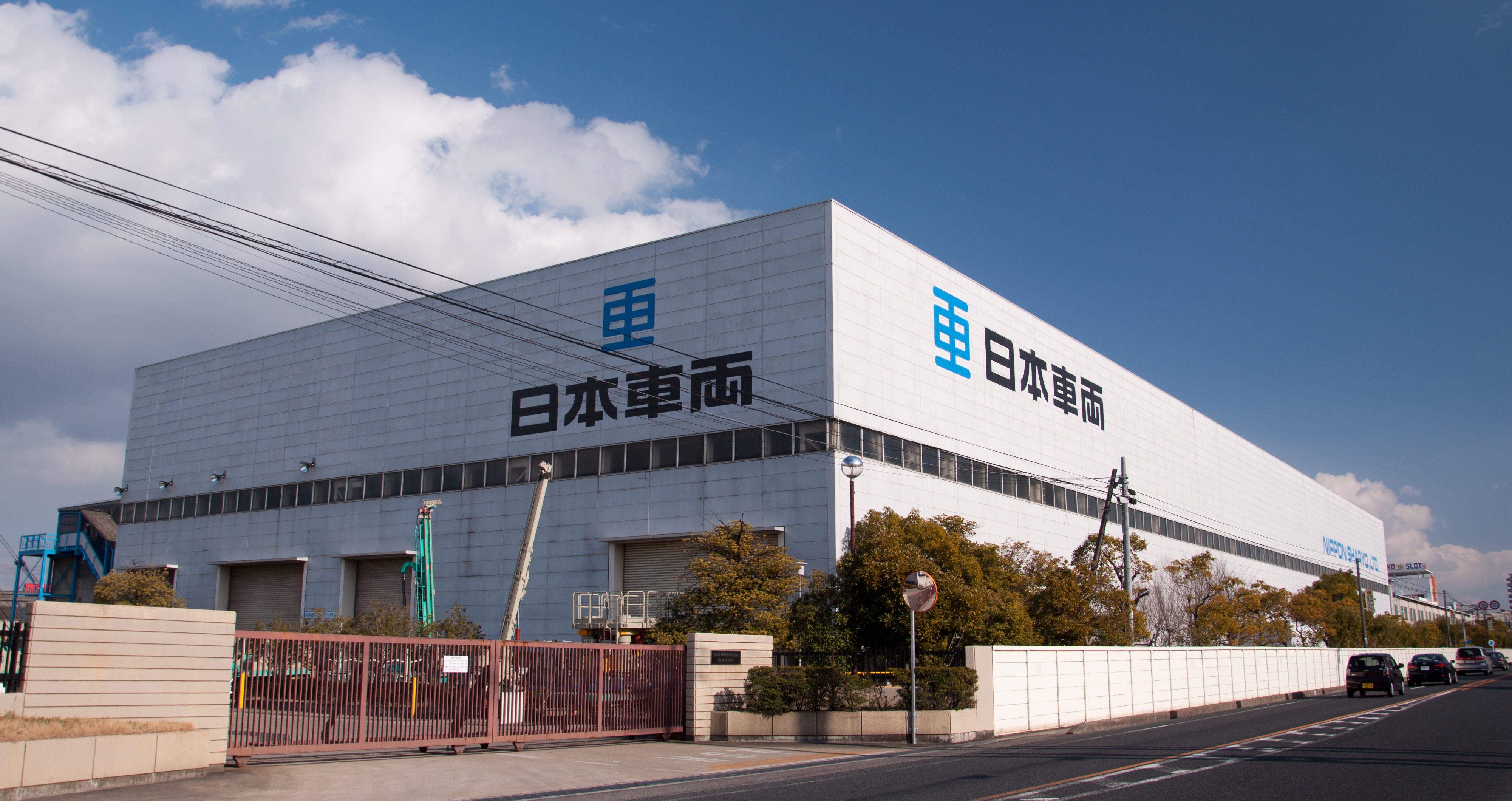
Das Werk Narumi in Nagoya

Stand März 2022 hat Nissha in Japan drei Produktionsstätten in der Präfektur Aichi. Das Werk Toyokawa ist spezialisiert auf den Bau von Schienenfahrzeugen. Im Werk Kinuura in Handa liegt der Fokus auf der Produktion von Transporttechnik. Und im Werk Narumi in Nagoya werden Baumaschinen hergestellt.